# 덕산 김씨
덕산 김씨(德山金氏)는 충청남도 예산군 덕산면을 본관으로 하는 한국의 성씨이다.

## 역사
시조 김량(金亮)은 대보공 김알지(金閼智)의 후손으로 전할 뿐 문헌이 없어 세계를 알 수 없다. 그는 진사에 합격하여 후손들이 본관을 덕산으로 했다.

## 분파
덕산 김씨(德山金氏)에서 직계 분적된 본관으로는 덕수 김씨(德水金氏)와 해풍 김씨(海豊金氏)가 있다.